# Franco Andrea Bonelli
Franco Andrea Bonelli (Cuneo, 10 novembre 1784 – Torino, 18 novembre 1830) è stato un ornitologo ed entomologo italiano.

## Biografia
Nato a Cuneo, si interessò sin da giovane alla fauna del luogo, facendo raccolta di esemplari catturati durante le sue escursioni e studiandone sia il comportamento in natura, sia le caratteristiche morfologiche.
Divenne membro della "Reale Società Agraria di Torino" nel 1807 presentando uno studio di pregiatissima qualità riguardante i coleotteri del Piemonte. A seguito della fusione della Società Agraria con l'Università Imperiale di Francia, voluta da Napoleone, Bonelli incrementò il proprio bagaglio culturale seguendo i corsi al Museo nazionale di storia naturale di Francia a Parigi. Il 27 maggio 1809 diventò Socio nazionale dell'Accademia delle Scienze di Torino e all'interno delle «Memorie» di questa Accademia pubblicherà molte delle sue ricerche.
Dopo aver frequentato i corsi, nel 1811, Bonelli ritornò a Torino e divenne professore di zoologia all'Università di Torino. In questo periodo iniziò la raccolta di quella che sarà una delle più grandi collezioni di ornitologia in Europa. Sempre nel 1811, Bonelli pubblicò un catalogo sugli uccelli del Piemonte, in cui vengono descritte ben 262 specie. Scoprì numerose specie di uccelli. Suo figlio Cesare Bonelli fu Ministro della Guerra del Regno d'Italia nel 1878.

## Riconoscimenti
Bonelli è conosciuto per il suo lavoro sugli uccelli e sui coleotteri della famiglia di Carabidae. Numerose le nomenclature da lui attribuite che tutt'oggi sopravvivono:
- Brachininae
- Dromiidae
- Harpalinae
- Omophroninae
- Pseudomorphinae
- Pterostichinae
- Scaritinae
- Siagoninae
- Trechinae

Al suo nome sono dedicati l'aquila del Bonelli (Aquila fasciata), il luì bianco (Phylloscopus bonelli) e la Bonellia (Bonellia viridis).
A lui è inoltre stato intitolato l'Istituto Tecnico Commerciale "Franco Andrea Bonelli" della città di Cuneo.

## Pubblicazioni
- Catalogue des Oiseaux du Piemont (1811).
- Observations Entomologique. Première partie. Mém. Acad. Sci. Turin 18: 21-78, Tabula Synoptica  (1810).
- Observations entomologiques. Deuxieme partie. Mém. Acad. Sci. Turin 20: 433-484  (1813).

## Collezioni
Attualmente, gran parte del materiale raccolto e catalogato da Bonelli è parte integrante della collezione esposta al Museo Regionale di Scienze Naturali di Torino.
| Bonelli è l'abbreviazione standard utilizzata per le specie animali descritte da Franco Andrea Bonelli. Categoria:Taxa classificati da Franco Andrea Bonelli |